# 2019년 사하 항공 보잉 707 활주로 이탈 사고
2019년 사하 항공 보잉 707 착륙 실패 사고는 2019년 1월 14일, 사하 항공이 운항하던 보잉 707 화물기가 이란 알보르즈주 카라지 근처의 파트 공군기지에서 추락한 사고이다. 탑승자 16명 중 15명이 사망했다. 이 항공기는 민간용으로 운항된 마지막 보잉 707이었다.

## 항공기

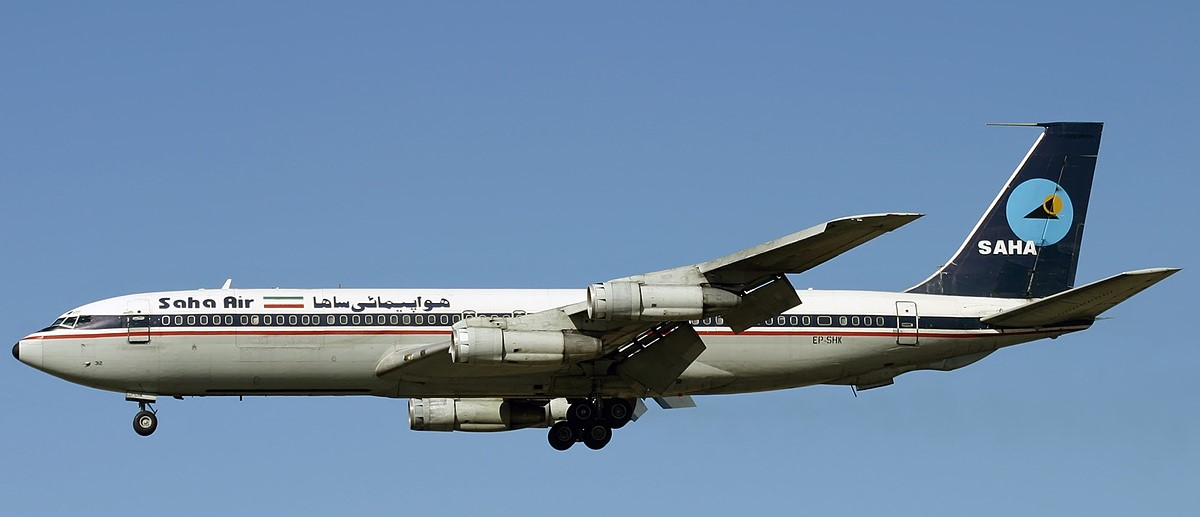
2009년 사고 당시의 항공기 EP-CPP. 이전 등록번호로 운항 중이었다

사고 항공기는 보잉 707-3J9C 기종으로, 제조번호 21128, 등록번호 EP-CPP였다. 이 항공기는 이란 이슬람 공화국 공군 소유였으며 사하 항공에 임대되어 있었다. 사고 당시 항공기의 기령은 42년이었다. 이 항공기는 1976년 11월 19일 처음 비행했으며, 같은 달에 이란 제국 공군에 5-8312라는 등록번호로 인도되었다. 2000년 2월 27일 사하 항공으로 이관되어 EP-SHK로 재등록되었다. 2009년 8월 3일 아흐바즈 국제공항에서 테헤란 메흐라바드 국제공항으로 향하던 중 엔진 고장으로 심각한 손상을 입었다. 아흐바즈에 비상착륙했으며, 이후 수리되었다. 2015년 12월 이란 이슬람 공화국 공군으로 반환되었다가 2016년 5월 EP-CPP로 등록되어 다시 사하 항공으로 이관되었다.

## 사고
EP-CPP의 꼬리 잔해 이 항공기는 키르기스스탄 비슈케크의 마나스 국제공항에서 이란 카라지의 파얌 국제공항으로 육류를 운송하는 국제 화물 비행 중이었으나, 비행 승무원들이 파트 공군기지에 착륙했다. 승무원들은 아마도 파트 공군기지의 활주로를 몇 킬로미터 떨어진 곳에 비슷한 방향으로 있는 더 긴 파얌 국제공항의 활주로로 착각한 것으로 보인다. 보잉 707은 일반적으로 2,500미터(8,200피트) 이상의 활주로 길이가 필요하지만, 파트 공군기지의 활주로는 1,300미터(4,300피트)에 불과했다. 당시 기상 상태도 좋지 않았던 것으로 전해졌다.
항공기는 활주로를 이탈해 벽을 뚫고 알보르즈주 파르디스군 파로크하바드 지역의 한 주택과 충돌하며 멈췄다. 사고 순간은 보안 카메라에 포착되어 항공기가 추락하며 화염에 휩싸이는 모습이 담겼다. 사고 당시 해당 주택들은 비어 있었으며, 지상에서의 인명 피해는 없었다. 추락 후 화재가 발생했다. 초기 보고에 따르면 탑승자는 16명 또는 17명(그중 1명은 여성)이었으며, 1명을 제외한 전원이 사망했다. 유일한 생존자는 항공기 비행기관사 파르샤드 마흐다비네자드로, 중태로 샤리아티 병원으로 이송되었다.
이와 관련 있을 수 있는 사건으로, 2018년 11월 16일 155명을 태운 타반 항공의 MD-88 항공기가 이 활주로를 3,659미터(12,005피트) 길이의 파얌 활주로로 착각하여 두 차례 착륙을 시도한 적이 있다. 첫 접근에서 항공기는 고도 1미터(3.3피트)까지 내려왔다가 착륙을 중단했으며, 파트 기지에서 두 번째 착륙 시도를 중단한 후 결국 파얌 공항에 무사히 착륙했다.

## 조사
사고에 대한 조사가 시작되었다. 1월 14일 잔해에서 조종석 음성 기록장치가 수거되었다. 비행 정보 기록장치와 제어 디스플레이 장치도 수거되었다.

## 같이 보기
- TAM 항공 3054편 활주로 이탈 사고